# Carnot (Centralafrikanske Republik)
Carnot er en by i den sydvestlige del af Den Centralafrikanske Republik (CAR), i præfekturet Mambéré.
Byen har en befolkning på 54.551 (folketælling 2012), hvilket gør den til den fjerdestørste by i Centralafrikanske Republik målt på befolkning.
Byen har fået sit navn som en hyldest til den myrdede franske præsident Sadi Carnot.
Byen ligger på østbredden af floden Mambéré og betjenes af Carnot Lufthavn.
Der dyrkes Yams, kassava og bomuld, og der opdrættes kvæg i området. Der mangler et fungerende sundhedsvæsen i præfekturet der er ramt af en ekstremt høj dødelighed og en høj sygdomsbyrde af malaria, HIV og tuberkulose.

## Historie
Byen blev grundlagt, som en fransk militærpost,nær landsbyen Tendira i 1894, af François Joseph Clozel. Området fik navnet Carnot som en hyldest til den franske præsident, der blev myrdet samme år: Sadi Carnot (1837-1894).
I 1902 blev byen hjemsted for det 5. kompagni af det 1. RTS (Senegalesiske Rifle Regiment), et kolonialt infanterikorps i den franske hær.
Den 4. november 1911 blev Carnot afstået til den tyske koloni Kamerun, som en del af den fransk-tyske aftale, der afsluttede Agadirkrisen. Selvom Tyskland gjorde krav på regionen, blev den kendt som Neukamerun.
Under Første Verdenskrig, under Kamerun-kampagnen (1914), trak de tyske besættere sig tilbage. Derefter generobrede Frankrig regionen. Ved et dekret den 12. december 1920, blev Carnot hovedstad i en underafdeling af distriktet Haute-Sangha, dengang hovedstad i distriktet Mambéré-Lobaye i Fransk Congo. Byen var involveret i handel med gummi. Fra midten af 1920'erne og fremefter blev biler og veje introduceret i området. En færge over Mambéré blev taget i brug i 1926. I 1934 ramtes området af et jordskælv. Året efter blev der bygget en protestantisk mission i Carnot.
De franske soldater forlod byen i 1937. I 1938 bosatte berbere og fulanifolk fra Nordafrika sig i området. Den første moské blev bygget i Carnot i 1940, og en bro over floden Mambéré blev bygget i 1944.

Mineindustrien kollapsede i 2009, og den deraf følgende forarmelse af en stor del af Carnots befolkning, forværrede den allerede dårlige sundhedssituation, og resulterede i et højt niveau af underernæring og dødelighed.

### Borgerkrig
Den 1. februar 2014 trak Séléka (en) sig ud af Carnot og efterlod byen under Anti-balaka -kontrol. Lokale muslimer blev udsat for trusler og angreb. Mere end 18 mennesker blev dræbt frem til den 8. februar. I juli 2017 blev det rapporteret, at byen var under sikkerhedsstyrkernes kontrol. Den 27. december 2020 overtog oprørere fra Coalition of Patriots for Change kortvarrigt kontrollen over Carnot. De trak sig tilbage fra byen den 30. december efter at have plyndret offentlige bygninger og brændt stemmesedler.
I december 2020 blev Carnot hovedstad præfekturet Mambéré.